# Kungsängen
Kungsängen è una città della Svezia, capoluogo del comune di Upplands-Bro, nella contea di Stoccolma. Ha una popolazione di 7.367 abitanti.